# 劉復初
劉復初（1557年—？），字貽哲，號天虞，陝西西安府高陵縣人，民籍，明朝政治人物。

## 生平
萬曆十年（1582年）壬午科陝西鄉試第一名，萬曆十一年（1583年）聯捷癸未科會試第五十八名，登二甲第三十六名進士。户部觀政，十二年任户部主事，本年养病。十四年復除兵部，十七年告病。二十二年補本部主事，本年升员外郎，升郎中，二十三年官山西潞安府知府，二十六年降廣東市舶司提舉。三十七年升湖廣荆州府同知，補淮安府同知，四十一年升四川佥事，四十四年考察，四十七年（1619年）補任廣西按察司佥事。天啓二年（1622年）正月復除山西阳和兵备佥事，本年加升右參議，三年二月調蓟州兵备，九月升光禄寺少卿，十一月升左通政，升太常寺卿，本年患病，五年正月拾遺，照年老例，以原官致仕。

## 家族
曾祖劉彥成，贈王府左長史；祖父劉遷，舉人，曾任王府左長史加三品服色；父劉自化，進士，曾任两浙運使。母墨氏（封宜人）。重庆下。兄復禮。弟復祖。
先娶蕭氏，叙州府知府蕭自修女；繼娶胡氏，南京都察院御史胡嘉謨女。